# 555 (numero)
Cinquecentocinquantacinque (555) è il numero naturale dopo il 554 e prima del 556.

## Proprietà matematiche
- È un numero dispari.
- È un numero composto con 8 divisori: 1, 3, 5, 15, 37, 111, 185, 555. Poiché la somma dei suoi divisori (escluso il numero stesso) è 357 < 555 è un numero difettivo.
- È un numero di Harshad.
- È un numero sfenico.
- È un numero palindromo nel sistema di numerazione posizionale a base 9 (676), a base 12 (3A3) e nel sistema numerico decimale. In quest'ultima base è altresì un numero a cifra ripetuta.
- È parte delle terne pitagoriche (171, 528, 555), (180, 525, 555), (296, 555, 629), (312, 459, 555), (333, 444, 555), (555, 572, 797), (555, 740, 925), (555, 1332, 1443), (555, 2016, 2091), (555, 3400, 3445), (555, 4144, 4181), (555, 6148, 6173), (555, 10260, 10275), (555, 17108, 17117), (555, 30800, 30805), (555, 51336, 51339), (555, 154012, 154013).

## Astronomia
- 555 Norma è un asteroide della fascia principale del sistema solare.
- NGC 555 è una galassia spirale della costellazione della Balena.

## Astronautica
- Cosmos 555 è un satellite artificiale russo.

## Curiosità
- 555 (insieme a 5555, 55555, ecc...) è il prefisso telefonico scelto da usare nei film o serie proprio per evitare che per sbaglio venga chiamato qualcuno